# Giovannino Fiori
Giovannino Fiori (Caprese Michelangelo, 27 dicembre 1924 – Caprese Michelangelo, 26 gennaio 2019) è stato un politico italiano. Fu deputato per la VII e VIII legislatura della Repubblica Italiana.

## Biografia
Esponente della Democrazia Cristiana, candidato alle elezioni politiche del 1976 senza essere eletto, subentra il 20 luglio 1978 al posto del deputato Martino Bardotti alla Camera dei deputati. Viene poi eletto alle successive elezioni politiche del 1979 nel collegio di Siena-Arezzo. Termina il proprio mandato parlamentare nel 1983.
A seguito della sua scomparsa, avvenuta nel 2019 all'età di 94 anni, in suo onore è stata donata un'opera in vetro alla caserma dei carabinieri di Caprese Michelangelo, presso cui in gioventù svolse servizio.